# أدولفوس دوق كامبريدج
الأمير أدولفوس دوق كامبريدج الأول (بالإنجليزية: Adolf Frederick) (أدولفوس فريدريك، 24 فبراير 1774 - 8 يوليو 1850) كان الابن السابع للملك جورج الثالث والملكة شارلوت. وحمل لقب دوق كامبريدج من عام 1801 حتى وفاته كما شغل منصب نائب الملك في هانوفر نيابة عن إخوانه جورج الرابع ملك المملكة المتحدة وويليام الرابع ملك المملكة المتحدة وكان جد جد الملكة إليزابيث الثانية.

## عن حياته
ولد الأمير أدولفوس على 24 فبراير 1774، في باكنغهام البيت، لندن في وكان الابن السابع للملك جورج الثالث والملكة شارلوت. وحمل لقب دوق كامبريدج من عام 1801 حتى وفاته كما شغل منصب نائب الملك في هانوفر نيابة عن إخوانه جورج الرابع ملك المملكة المتحدة و ويليام الرابع ملك المملكة المتحدة وكان جد جد الملكة إليزابيث الثانية.

## وفاته
توفي الأمير أدولفوس في 8 يوليو 1850 في كامبريدج البيت، بيكاديللي عن عمر يناهز 76 سنة.